# Ty Nichols
Ty Nichols (Springfield, 13 ottobre 1996) è un cestista statunitense.